# デイヴィッドソン・マクドナルド
デイヴィッドソン・マクドナルド（英: Davidson MacDonaold、1836年 - 1905年1月3日）は、スコットランド系カナダ人でカナダ・ウェスレアン・メソジスト教会が明治時代に日本に派遣した宣教師である。また教育者であり、医師でもあった。
宣教師として日本で静岡バンドなど多くの弟子たちを育て、彼らは静岡教会など多くの教会を設立していった。また、自らも日本年会(後の日本基督教団)議長 を務めた。
教育者として静岡県の賤機舎の英語教師を務め、後に東洋英和学校（とうようえいわがっこう・現在の麻布中学校・高等学校）の設立に携わった。
医師として公立静岡病院（後の静岡市立静岡病院）の顧問を務め、自らも診察を行った。

## 生涯

### 幼少期・青年期
1836年 カナダのオンタリオ州プリンスエドワード郡ブルームフィールドで、スコットランド人の父ジョン・マクドナルド(John MacDonald)と母サラ(Sarah MacDonald)の子として生まれる。ビクトリア大学神学部を卒業する。
1860年　カナダ・ウェスレアン・メソジスト教会の教職試補となる。
1864年
- カナダ・ウェスレアン・メソジスト教会の教職として按手を受ける[4]。ダペンポルトならびにシートン教会の牧師となる[3]。牧師の傍らトロント大学医学部に学ぶ[2][4]。
- アニー・クラーク(Annie Clark 1864年 - 1937年3月20日[1])と結婚[5]。

1872年　トロント大学医学部を卒業。医学博士(M・D・)の学位を取得し、開業医となる。

### 日本宣教師
1872年（明治5年）カナダ・ウェスレアン・メソジスト教会(1874年にカナダ・メソジスト教会となる)、日本伝道を決議。
1873年（明治6年）マクドナルドはジョージ・コクランと共にカナダ・ウェスレアン・メソジスト教会より宣教師として日本に派遣される。
1873年（明治6年）6月30日 横浜に上陸。Ｇ・コクランと一緒に横浜の山手に家を借り、英語と聖書を教える。その後、コクランは東京で、マクドナルドは静岡で伝道をすることになる。
1874年（明治7年）
- 1月12日 東京に移り築地居留地に仮寓[3]。
- 4月8日 静岡県の私立英学塾の賤機舎のお雇い教師エドワード・ウォーレン・クラークの後任として招聘され英語教師として赴任した[4][6]。赴任後しばらくは賤機舎の人見寧宅に住むことになった[7]。また、教師をする傍らで医者も務めていた。
- 4月13日 賤機舎で英語の授業を開始[8]。
- 4月19日 人見寧宅で聖書講義を開始[8]。
- 7月 駿府城内の旧クラーク邸に移りそこでバイブルクラスを開く。
- 9月27日 賤機舎の11名の英学生【山中笑・露木誠一・村松一・三木自道・日根野弘之・諏訪昇・栗島重清・小倉烈・佐藤重道(後の佐藤顕理)・山中常慶・杉山彦六(後の土屋彦六) 】に洗礼を授けた後、組長を露木精一、山中笑を副組長として日本メソジスト静岡教会（現・日本基督教団静岡教会）を組織した[3]。
  - この静岡教会で洗礼を受けた人は、ほとんどが徳川静岡藩の旧幕臣であった。
  - マクドナルドは静岡教会を拠点にして静岡県下に伝道を開始し、清水市、沼津市、浜松市、藤枝市、島田市、川崎市、焼津市、掛川市の各地に多数の教会を生んだ。これらの伝道を従事した人材を静岡バンドと言う。代表的な人物に、山中笑、土屋彦六、山路愛山、今井信郎、高木壬太郎、中村正直、平岩愃保がいる。静岡では山中笑が彼の通訳も務めている[5]。また、マクドナルドが静岡を去った後、賤機舎の仕事や静岡教会を引き継いだのも山中笑である[9]。

1876年（明治9年）
- 9月8日 カナダ・メソジスト教会の第2陣の宣教師として、ジョージ・ミーチャムとC・S・イビーが来日する。
- 10月 マクドナルドの依頼でジョージ・ミーチャム宣教師が沼津市に派遣され、沼津教会発足。ミーチャムの通訳は佐藤顕理が務めた。沼津教会の初代牧師は土屋彦六、2代目牧師は山中笑である[10]。
- 10月29日 屋形町１・２番地に公立静岡病院(後の静岡市立静岡病院)が開設され、顧問となる[11]。マクドナルドは毎週火木土の午後二時から無償で診療を務めた[12][13]。

1878年（明治11年）
- コクランと供にカナダ・メソジスト教会に婦人宣教師派遣を請願する[14]。
- 3月27日 マクドナルドは静岡を離れ、一時帰国[15]。静岡にいた4年の間に洗礼を授けた人数は129人にもなっていた[4]。

1879年（明治12年）再来日。ミッションの議長となる。東京・築地の明石町で医療と伝道を行った。
1882年（明治15年）12月27日　カナダ・メソジスト教会婦人伝道会社より派遣された婦人宣教師マーサ・カートメル、横浜に上陸。
1883年（明治16年）
- 夏　コクランと供に東洋英和学校の土地購入に関する懇談会を開く。その中で東洋英和女学校開設の土地購入資金の立替えをマーサ・カートメルに約束。[16]
- 秋　東洋英和学校のため麻布東鳥居坂町13番地の土地を購入。
- Ｄ．マクドナルド、築地教会講義所（後の鳥居坂教会）を設立。

1884年（明治17年）
- 10月20日　東洋英和女学校が麻布東鳥居坂町14番地に開校。マーサ・カートメルが初代校長となる。[16]
- 11月1日　東洋英和学校が麻布東鳥居坂町13番地に開校。ジョージ・コクランが初代校長となる。[17]

1889年（明治22年）日本年会(後の日本基督教団)議長就任。
1898年（明治31年）日本年会議長離任。
1904年（明治37年）8月　帰国。
1905年（明治38年）1月3日 召天。

## 洗礼を授けた人
- 山中笑（賤機舎の英学生）
- 露木誠一（賤機舎の英学生）
- 村松一（賤機舎の英学生）
- 三木自道（賤機舎の英学生）
- 日根野弘之（賤機舎の英学生）
- 諏訪昇（賤機舎の英学生）
- 栗島重清（賤機舎の英学生）
- 小倉烈（賤機舎の英学生）
- 佐藤重道(後の佐藤顕理)（賤機舎の英学生）
- 山中常慶（賤機舎の英学生）
- 杉山彦六(後の土屋彦六) （賤機舎の英学生）

## 按手礼を授けた人
- 1881年9月18日 下谷教会　山中笑、平岩愃保、土屋彦六、浅川広湖
- 1888年11月 下谷教会　外山孝平

## 逸話

### 死因
マクドナルドの死因は心臓麻痺であるが、これは「日露戦争で旅順が陥落したことで極度に喜んだため」と言われている。